# The Remixes (album de Shakira)
Pour les articles homonymes, voir The Remixes.
Cet album sorti en 1997, de la chanteuse Shakira, est composé uniquement de chansons remixées de son album Pies descalzos. Il existe deux versions de cet opus, la version originale possède des chansons en portugais que l'on retrouve dans la version brésilienne de l'album Pies descalzos.

## Liste des titres

### Version Originale
1. Shakira (DJ Megamix)
2. Estoy Aqui (Extended Remix)
3. Estou Aqui(Portoguese Version)
4. Donde Estas Corazon (Dance Remix)
5. Un Poco De Amor (Extended Dance Hall)
6. Um Pocou De Amor (Portoguese Version)
7. Pies Descalzos (Meme's Super Club Mix)
8. Pes Descalços (Portoguese Version)
9. Estoy Aqui (The Timbalero Dub)
10. Donde Estas Corazon (Dub-A-Pella Mix)
11. Un Poco De Amor (Meme Jaz Xperience)
12. Pies Descalzos (The Timbalero Dub 97)

### Version Europe et Australie
1. Shakira (DJ Megamix)
2. Estoy Aqui (Extended Remix)
3. Dónde Estas Corazon? (Dance Remix)
4. Un Poco De Amor (Extended Dance Hall)
5. Pies Descalzos (Meme's Super Club Mix)
6. Estoy Aqui (The Timbalero Dub)
7. Dónde Estas Corazon?(Dub-A-Pella Mix)
8. Un Poco De Amor (Meme Jaz Xperience)
9. Pies Descalzos (The Timbalero Dub 97)